# Beffroi d'Abbeville
Le beffroi d'Abbeville, construit en 1209, est l'un des plus anciens beffrois de France. Classé depuis le 15 juillet 2007 au patrimoine mondial de l’UNESCO, il est constitué d'une tour de 27 mètres de haut dont les murs ont 2,30 mètres d'épaisseur à sa base.
Le beffroi abrite le musée Boucher-de-Perthes depuis 1954.

## Histoire
Il a été construit en 1209, à l'initiative des bourgeois d'Abbeville, qui ne purent le construire que grâce à l'autorisation du comte de Ponthieu. La tour du beffroi est d'ailleurs coiffée d'un haut-clocher de charpente surmonté d'une girouette représentant le comte de Ponthieu à cheval.
Étant proche, à l'époque, de l'enceinte, le beffroi servit de tour de guet jusqu'à la fin du XVe siècle, époque de la construction de la collégiale Saint-Vulfran. Il servit également de trésorerie au XVe siècle.
En 1940, le beffroi est presque entièrement détruit, seule la trésorerie reste intacte. Après la Seconde Guerre mondiale de très importants travaux de restauration furent entrepris pour lui rendre une apparence conforme aux plus anciens documents qui nous sont parvenus. Les travaux ne se terminèrent qu'en 1986.

## Description
Le beffroi d'Abbeville est une tour carrée construite en lit de moellons de grès assez régulier qui mesure 27 mètres de haut et 10 mètres de côté. Les murs ont une épaisseur de 2,30 mètres à la base et de 1,60 mètre au sommet. Ils sont chaînés au niveau des étages par trois entablements. À chaque angle et au milieu de chaque face, de larges contreforts plats large d'un mètre viennent renforcer le bâtiment. Au nord, il est accosté d'une tourelle polygonale d'escalier qui date du XVe siècle.
La toiture du beffroi est de forme pyramidale. On pénètre dans les parties hautes par un escalier à vis.
Sur le mur extérieur, un bas-relief en bronze d'Emmanuel Fontaine, inauguré en 1887, commémore l'héroïsme de l'Abbevillois Enguerrand Ringois, jeté du haut du château de Douvres dans la mer, en 1368, pour avoir refusé de prêter serment de fidélité au roi Édouard III d'Angleterre.
L'intérieur est divisé en quatre niveaux, dont les deux derniers s'éclairent par des fenêtres rectangulaires, deux par face. L'un des niveaux est occupé par une salle échevinale qui servait de lieu de réunion pour les échevins de la ville, elle servait également de salle de tribunal. On peut également voir les anciens cachots et la salle du trésor où étaient conservées la charte communale, le trésor et le sceau de la commune. Dans la partie supérieure, se trouvent les cloches qui permettaient d'alerter les habitants en cas de danger.
En 1468, fut construite attenante au beffroi, la trésorerie où étaient conservées les archives de la commune, elle est de style gothique et sert actuellement d'entrée au musée Boucher de Perthes.

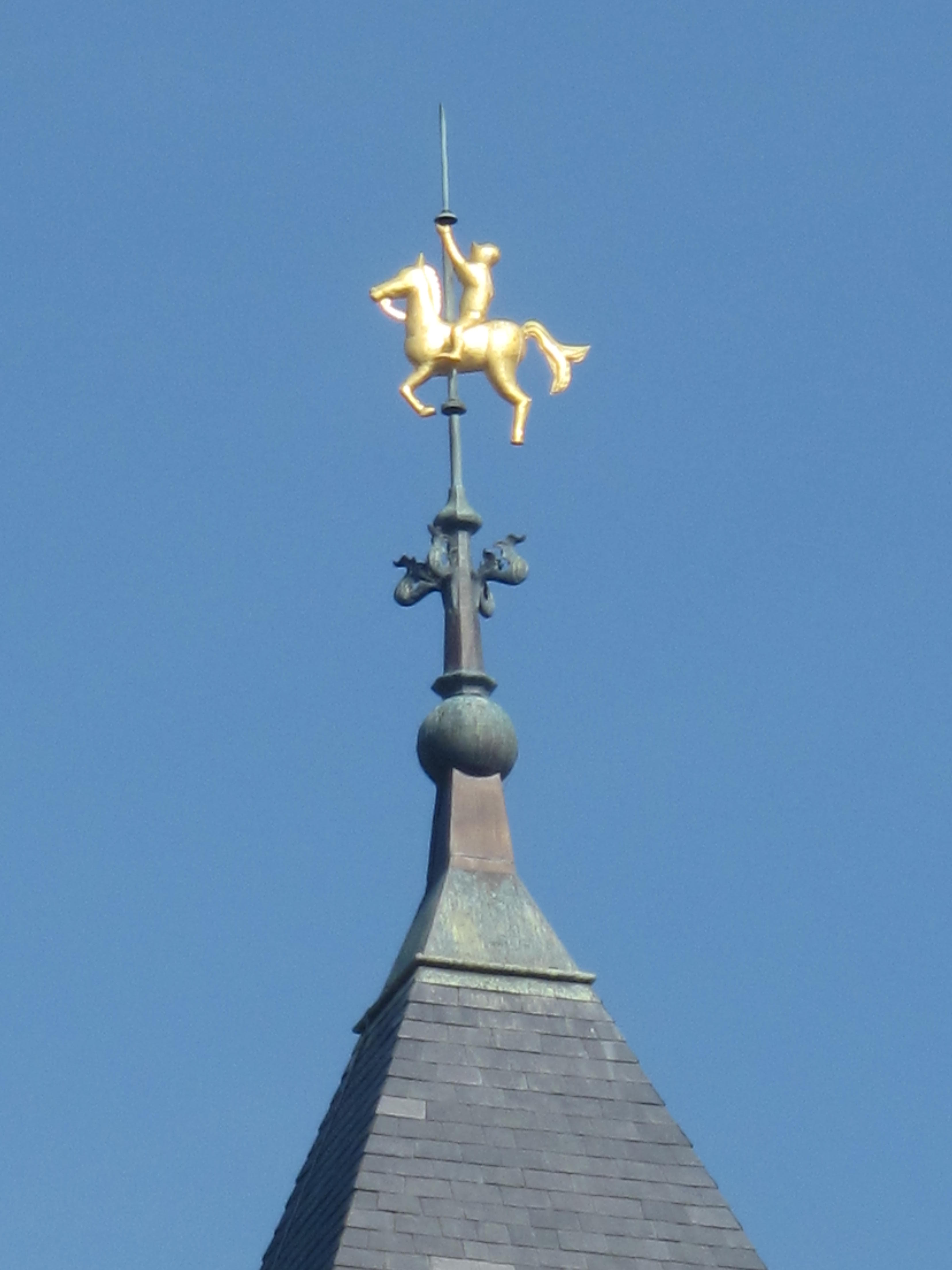
Le sommet avec la girouette du comte de Ponthieu.
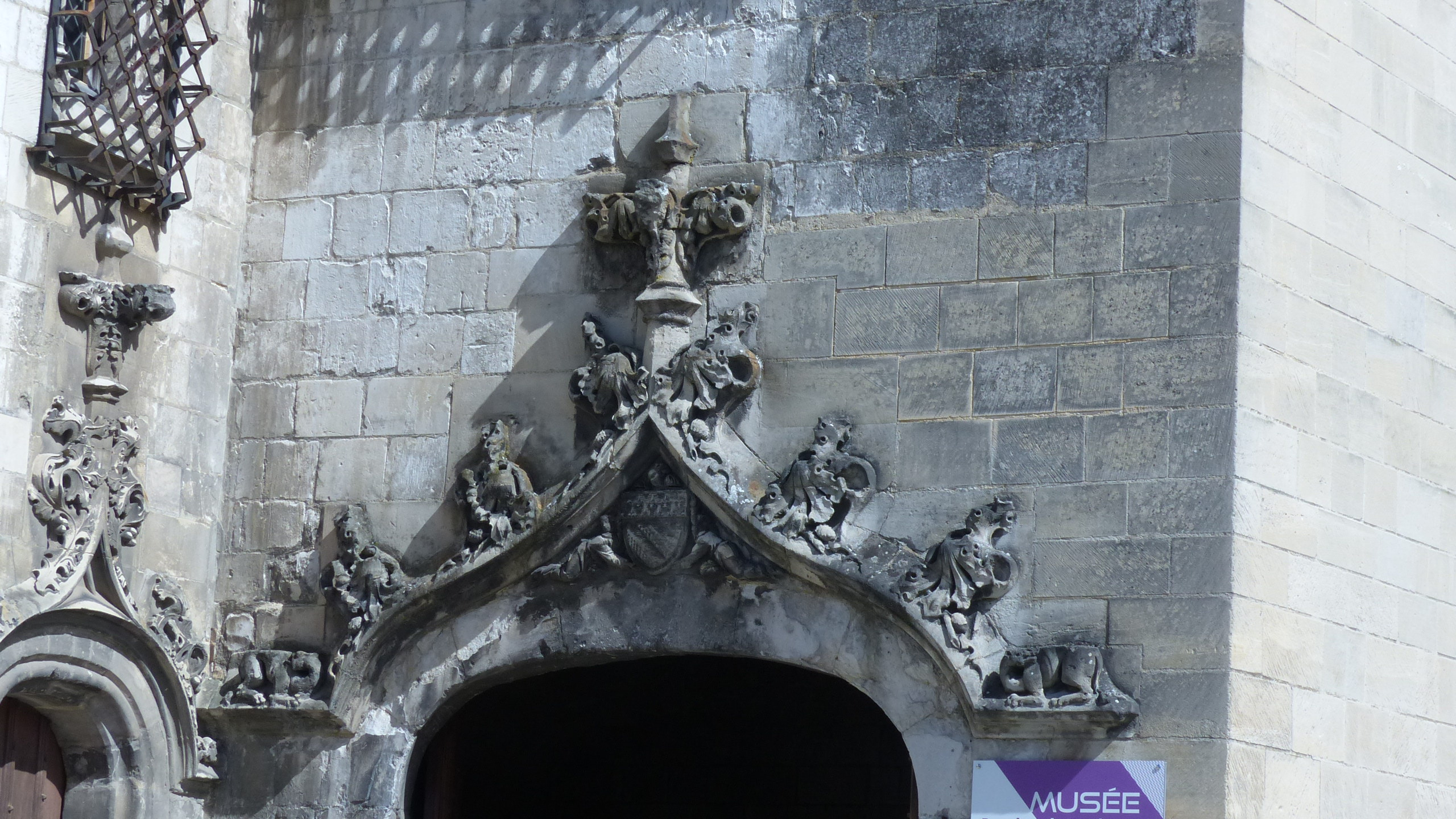
Entrée du musée.
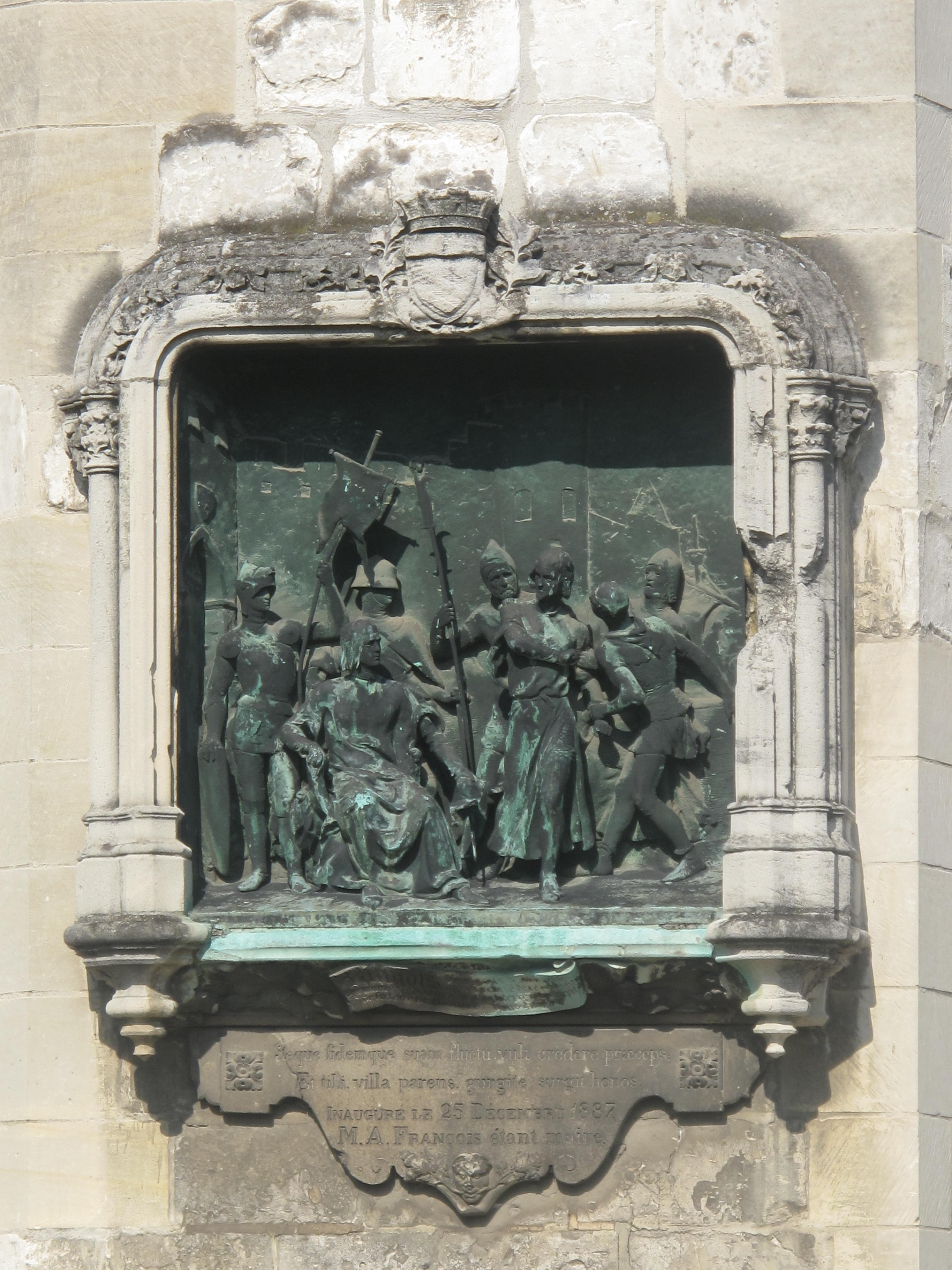
Bas-relief commémorant l'héroïsme de Ringois (1887).